# Elecciones estatales de Sabah de 1985
Las elecciones estatales de Sabah de 1985 tuvieron lugar entre el 20 y el 21 de abril del mencionado año con el objetivo de renovar los 48 escaños de la Asamblea Legislativa Estatal, que a su vez designaría al Ministro Principal para el período 1985-1990. Se realizaron en desfase con las elecciones federales al Dewan Rakyat de Malasia, al igual que las de Sarawak.
Estos comicios fueron una cerrada competencia de tres bandos. El oficialista Frente Unido del Pueblo de Sabah (BERJAYA), representante del Barisan Nasional, coalición gobernante de Malasia, bajo el liderazgo del Ministro Principal Harris Salleh, debió competir contra el nuevo Partido Unido de Sabah (PBS), una escisión sufrida recientemente y dirigida por Joseph Pairin Kitingan. Por último, la Organización Nacional Unida de Sabah (USNO), liderada por el exministro Principal Mustapha Harun.
Finalmente, el PBS obtuvo una estrecha victoria al obtener 25 de los 48 escaños con solo el 36.44% del voto popular, asegurándose la mayoría absoluta con poco más de un tercio de los votos. Esto se debió al sistema de escrutinio mayoritario uninominal utilizado en el país. La USNO se recuperó de su habitual recaída y consiguió 16 escaños, convirtiéndose en el principal partido de la oposición, sin embargo fue la tercera fuerza más votada con el 26.85%. BERJAYA, hasta entonces oficialista, colapsó y vio su representación reducida a 7 escaños, si bien había quedado segundo en voto popular con el 32.70%. La participación se ubicó en un 74.02%.

## Resultados
|  | 36.44 % |

|  | 52.08 % |

|  | 30.53 % |

|  | 12.50 % |

|  | 26.85 % |

|  | 33.33 % |

|  | 2.17 % |

|  | 2.08 % |

|  | 1.35 % |

|  | 0.00 % |

|  | 1.13 % |

|  | 0.00 % |

|  | 1.12 % |

|  | 0.00 % |

|  | 0.41 % |

|  | 0.00 % |

|  | 98.25 % |

|  | 1.75 % |

|  | 100.00 % |

|  | 74.02 % |

## Consecuencias
Pairin ya tenía formado su gabinete cuarenta y siete horas después de las elecciones. Harris Salleh y Mustapha Harun desreconocieron el resultado luego de conocerse la victoria del PBS. Mustapha incluso buscó juramentarse Ministro Principal de manera ilegal, desencadenando una batalla judicial que acabó fallando a favor de Pairin, el cual asumió como Ministro Principal definitivamente el 22 de abril de 1985. Fue la primera victoria electoral de peso para cualquier tipo de oposición en Malasia Oriental.
Un año después de las elecciones, una serie de disturbios raciales se desataron entre marzo y mayo de 1986, que culminaron con la muerte de cinco personas, y la deserción de varios diputados del PBS y la USNO. Ante esto, Pairin debió solicitar la disolución de la Asamblea Legislativa Estatal y el llamado a nuevas elecciones. A día de hoy sigue siendo objeto de controversia si los disturbios fueron provocados o no por el gobierno del Barisan Nasional para justificar una intervención federal. El primer ministro Mahathir Mohamad intentó negociar una coalición con el PBS para que el BN retomara el control de Sabah. Aunque falló, y el PBS obtuvo una victoria aún más aplastante en las siguientes elecciones, eventualmente el partido sí se unió al oficialismo.